# HD 35520
HD 35520，又名BD+34 1040，SAO 58028、HR 1795，是一颗恒星，视星等为5.94，位于銀經173.25，銀緯-0.43，其B1900.0坐标为赤經5h 20m 11.3s，赤緯+34° -0.43′ 14″。